# Алан Макниш
Алан Макниш (на английски: Allan McNish) е бивш пилот от Формула 1.
Роден на 29 декември 1969 година в Дъмфрийс, Шотландия.

## Формула 1
Алан Макниш прави своя дебют във Формула 1 в Голямата награда на Австралия през 2002 година. В световния шампионат записва 17 състезания като не успява да се класира в зоната на точките, състезава се само за отбора на Тойота отбора.